# Richard Yates (gubernator)

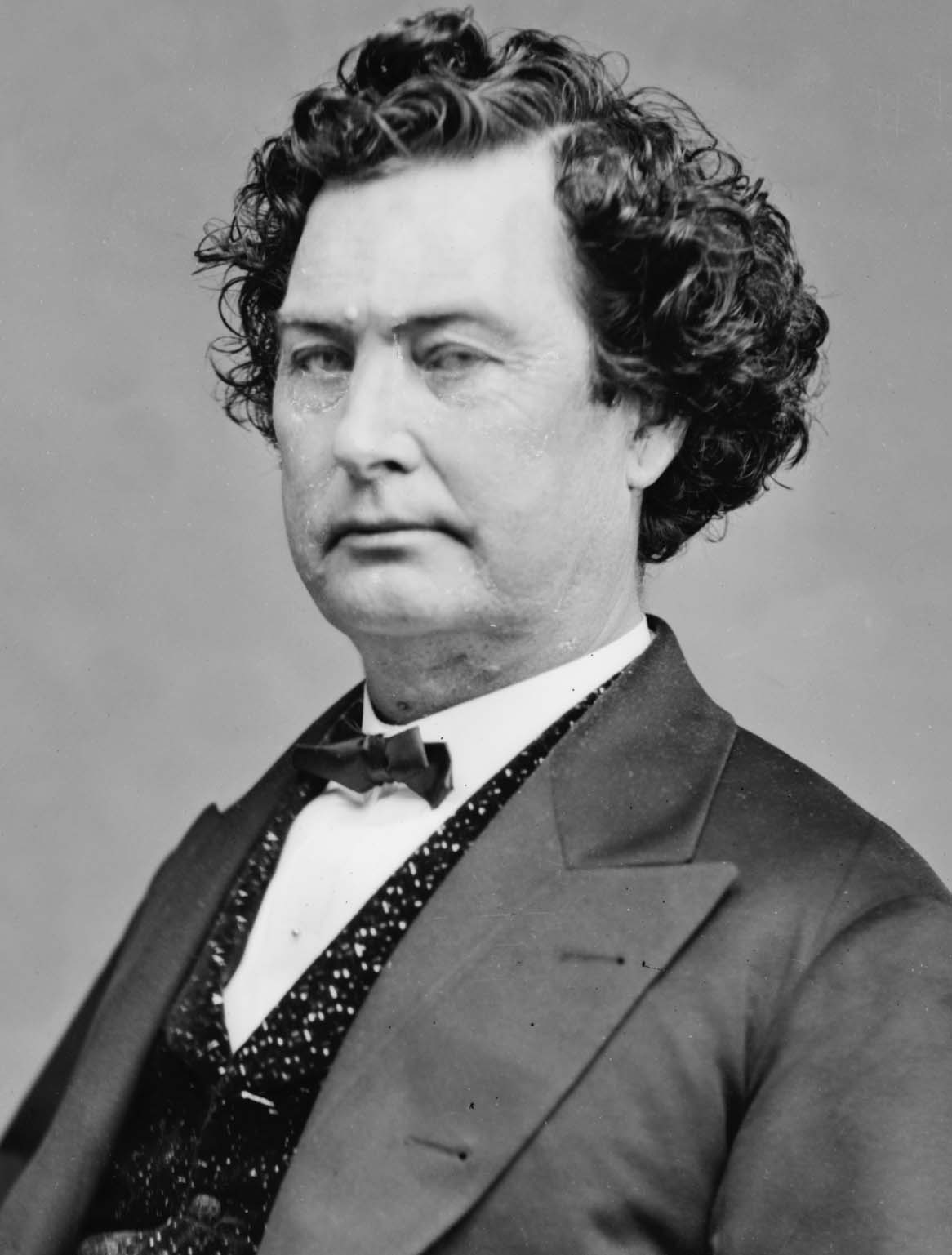
Richard Yates

Richard Yates (ur. 18 stycznia 1815, zm. 27 listopada 1873) – amerykański polityk, trzynasty gubernator stanu Illinois, pełnił tę funkcję latach 1861-1865. Senator Stanów Zjednoczonych 
w latach 
1865–1871.